# Taterillus tranieri
Taterillus tranieri és una espècie de mamífer rosegador de la família dels múrids. Viu al sud-est de Mauritània i l'oest de Mali. Els seus hàbitats naturals són les sabanes del Sahel i els camps en guaret. És una espècie en risc mínim, és a dir, no sembla que hi hagi cap amenaça significativa per a la seva supervivència.
L'espècie fou anomenada en honor del zoòleg francès Michel Tranier.